# Mimallonidae
Mimallonidae is een familie van vlinders.

## Geslachten
(Indicatie van aantallen soorten per geslacht tussen haakjes)
- Aceclostria  (4)
- Adalgisa  (2)
- Aleyda  (1)
- Alheita  (8)
- Bedosia  (9)
- Cicinnus  (59)
- Druentica  (17)
- Eadmuna  (3)
- Euphaneta  (1)
- Lacosoma  (29)
- Lurama  (2)
- Macessoga  (3)
- Menevia  (3)
- Mimallo  (7)
- Naniteta  (1)
- Pamea  (5)
- Psychocampa  (15)
- Ptochopsyche  (1)
- Reinmara  (2)
- Roelmana  (1)
- Roelofa  (3)
- Tarema  (3)
- Tolypida  (1)
- Trogoptera  (18)
- Ulmara  (1)
- Vanenga  (1)
- Zaphanta  (1)